# Frederick D. Rossini
Frederick Dominic Rossini (* 18. Juli 1899 in Monongahela, Pennsylvania; † 12. Oktober 1990 in Juno Beach, Florida) war ein US-amerikanischer Chemiker, der sich mit chemischer Thermodynamik befasste.
Rossini studierte an der Carnegie Mellon University mit dem Bachelor-Abschluss als Chemieingenieur 1925 und dem Master-Abschluss in Physikalischer Chemie 1926. Nach der Lektüre des Lehrbuchs über Thermodynamik von Gilbert Newton Lewis und Merle Randall wollte er auf diesem Gebiet arbeiten und schrieb an Lewis, der ihn an die University of California, Berkeley einlud (als Hilfslehrer, Teaching Fellow), wo er 1928 bei Merle Randall promoviert wurde. Thema der Dissertation war die Wärmekapazität starker Elektrolyte in wässriger Lösung. Ab 1928 war er am National Bureau of Standards (NBS) bei Edward W. Washburn. Er führte dort kalorimetrische Messungen zu zahlreichen chemischen Prozessen durch. Insbesondere befasste er sich auch in Zusammenarbeit mit dem American Petroleum Research Institute und mit Kenneth Sanborn Pitzer in Berkeley mit thermodynamischen Eigenschaften von Kohlenwasserstoffen. Er blieb bis 1950 beim NBS und wurde dann Professor am Carnegie Institute of Technology, 1960 Professor an der University of Notre Dame und von 1971 bis zu seinem endgültigen Ruhestand 1978 an der Rice University.
1965 erhielt er die John Price Wetherill Medal des Franklin Institute und die Laetare-Medaille (die höchste Ehrung der University of Notre Dame), 1966 die William H. Nichols Medal, 1971 die Priestley-Medaille, 1972 die Redwood Medal des britischen Institute of Petroleum, 1978 die Carl-Engler-Medaille und 1976 die National Medal of Science. Er war Mitglied der National Academy of Sciences und der American Academy of Arts and Sciences (1964). Die Ehrendoktorwürde verliehen ihm neben seiner Alma Mater noch die Duquesne University, die University of Notre Dame, die Loyola University Chicago, das St. Francis College, die University of Portland und die Universität Lund in Schweden.

## Schriften
- Chemical Thermodynamics, Wiley 1950